# Abbaye des Roches
Ne doit pas être confondu avec Abbaye de Roche.
L’abbaye des Roches (anciennement Sainte-Marie de Rupibus) est une ancienne abbaye cistercienne, fondée au XIIe siècle par des cisterciens de l'abbaye de Pontigny, et qui était située sur le territoire de l'actuelle commune de Myennes, dans le département de la Nièvre.

## Histoire

### Fondation
L’abbaye de Roches à Myennes est fondée en 1133-1134 à Myennes par Gibaud de Saint-Verain et l’évêque d’Auxerre Hugues de Montaigu – neveu de Saint Hugues, abbé de Cluny et du duc Robert de Bourgogne – ancien moine de Cluny, qui font venir dix religieux de Pontigny et instituent Godefroy de Toucy, issu des barons de Puisaye, comme abbé.  Sous l’impulsion de l’abbé Aimeric l'abbaye Sainte-Marie de Villegondon, rassemblant des chanoines réguliers de Saint Augustin sur le territoire de la commune de Saint-Loup, s’y rattache dès 1140. Cette abbaye était auparavant rattaché à Saint-Martin de Nevers.

### Au Moyen Âge
Godefroy obtint en 1142 et 1165 des bulles pontificales plaçant l’abbaye de Roches directement sous la protection du Saint-Siège. Privilèges confirmés en 1265 par Clément IV. Riche abbaye de l’ordre de Citeaux, elle possède de nombreuses fermes qui assuraient de très bons revenus. Les grands seigneurs de la région et leur famille se firent enterrer dans l’abbaye : Marguerite de Rochechouart, deuxième épouse d’Hugues d’Amboise est inhumée en 1375 devant la chapelle. Plusieurs seigneurs de Saint-Verain reposent dans cette abbaye.

### La commende et les guerres de religion
Durant les guerres de Religion, l'abbaye est détruite par les troupes protestantes, sans doute les lansquenets de Wolfgang de Bavière, en 1567. Les religieux rescapés se réfugient à Cosne-Cours-sur-Loire. L'abbaye est alors confiée à  Jacques Aymot, qui y renonce lorsqu’il est nommé évêque d’Auxerre par Pie V en 1570 à la suite de la mort à Rome de Philibert Babou de La Bourdaisière.  L’abbaye revient à son neveu Jean de Bourneaux un « enragé ligueur » qui refuse de se soumettre à Henri IV. Celui-ci le démet de son abbaye qu'il accorde le 20 mars 1592 à courtisan nommé Montigny, abbé commendataire qui exploite l’abbaye à son bénéfice. Celle-ci entre en décadence et on n’y recense plus en 1789 deux ou trois religieux 

## Architecture et description
.  
Seuls subsistent aujourd’hui de cette abbaye le logis prieural qui sert de ferme et quelques pans de murs de l’église. 

## Filiation et dépendances
L'abbaye des Roches est fille de Pontigny et mère de l'abbaye de Villegondon. Elle possédait à Cosne-sur-Loire
- les « Moulins aux moines » ainsi qu’
- un étang très poissonneux.